# Maria Hasse
Maria-Viktoria Hasse (Rostock, 30 mei 1921 - Dresden, 10 januari 2014) was een Duitse wiskundige, tevens de eerste vrouwelijke hoogleraar aan de faculteit wiskunde en wetenschappen van de TU Dresden.  Ze publiceerde boeken over verzamelingenleer en categorietheorie,  en staat bekend als een van de naamgevers van de stelling van Gallai-Hasse-Roy-Vitaver, over kleuring van hoekpunten van grafen .

## Opleiding en carrière
Hasse werd geboren in Warnemünde, een stadsdeel van Rostock. Ze bezocht het gymnasium in Rostock, waarna ze van 1939 tot 1940 in de Reichsarbeitsdienst werkte. Vanaf 1940 studeerde ze wiskunde, natuurkunde en filosofie aan de universiteit van Rostock en de Universiteit van Tübingen, ze  behaalde in 1943 een diploma van Rostock. Daar bleef ze als assistent en docent, in 1949 behaalde ze daar haar doctoraat (Dr. rer. nat.) en in 1954 haar habilitatie.  Haar proefschrift, Über eine singuläre Intergralgleichung 1. Art mit logarithmischer Unstetigkeit [Over een singuliere integraalvergelijking van de 1e soort met logaritmische discontinuïteit], stond onder supervisie van Hans Schubert.  Haar habilitatie proefschrift had als titel Über eine Hillsche Differentialgleichung [Over Hill's differentiaalvergelijking ]. Ze was hoogleraar algebra aan de TU Dresden van 1954 tot haar pensionering in 1981. Volgens Mathematics Genealogy Project heeft ze 6 studenten en 31 nakomelingen.

## Bijdragen
Hasse schreef samen met Lothar Michler  Theorie der Kategorien [Categorietheorie] (Deutscher Verlag, 1966). Andere boeken door haar geschreven zijn Grundbegriffe der Mengenlehre und Logik [Basisconcepten van verzamelingenleer en logica] (Harri Deutsch, 1968) en Zum Begriff des allgemeinen Produkts von Kategorien [Ter verduidelijking van het algemene product in categorietheorie ] (Akademie Verlag, 1975). 
Haar naam is een van de vier in de stelling van Gallai-Hasse-Roy-Vitaver, die stelt dat het benodigde minimum aantal kleuren in een graafkleuring gelijk is aan het aantal knopen in een langste pad, mits de oriëntatie de lengte van dit pad minimaliseert. Er is dus een dualiteit tussen kleuringen van de knopen van een graaf en oriëntaties van de kanten. Vermeld in  een leerboek over grafentheorie van Claude Berge (1958), publiceerden de vier genoemde wiskundigen  onafhankelijk van elkaar een bewijs van de stelling;  Vitafer als eerste in 1962, Maria Hasse als tweede in 1965. 